# ویکی‌پدیای جاوه‌ای
ویکی‌پدیای جاوه‌ای یک نسخه از ویکی‌پدیا به زبان جاوه‌ای می‌باشد که در تاریخ ۸ مارس ۲۰۰۴ افتتاح گردید و تا تاریخ ۲۶ اوت ۲۰۱۰ با ۳۰۰۰۰ مقاله در رتبه ۵۹ قرار داشت.
این دانشنامه تا ۱۵ سپتامبر ۲۰۱۱ با بیش از ۳۶٬۷۰۰ مقاله در رتبه شصت‌ودوم ویکی‌پدیاها قرار دارد.